# Jacic
Jacic (hebr. יציץ) – moszaw położony w Samorządzie Regionu Gezer, w Dystrykcie Centralnym, w Izraelu.
Leży w zachodniej części Szefeli, w otoczeniu miasteczka Mazkeret Batja, moszawów Ganne Jochanan, Kefar Bin Nun, Ramot Me’ir, Petachja i Pedaja, oraz kibucu Chulda.

## Historia
Moszaw został założony w 1950 roku przez żydowskich imigrantów z Libii. Nazwa została zaczerpnięta z Księgi Izajasza 27:6

W przyszłości Jakub się zakorzeni, Izrael zakwitnie i rozrośnie się, i napełni powierzchnię ziemi owocami. 

## Kultura i sport
W moszawie jest ośrodek kultury oraz boisko do piłki nożnej.

## Gospodarka
Gospodarka moszawu opiera się na intensywnym rolnictwie, uprawach w szklarniach i winnicach.

## Komunikacja
Na wschód od moszawu przebiega autostrada nr 6, brak jednak możliwości bezpośredniego wjazdu na nią. Przez moszaw przechodzi droga nr 4233, którą jadąc na północ dojeżdża się do moszawu Ramot Me’ir, lub jadąc na południowy zachód dojeżdża się do moszawu Ganne Jochanan i miasteczka Mazkeret Batja.